# 蝶豆花茶

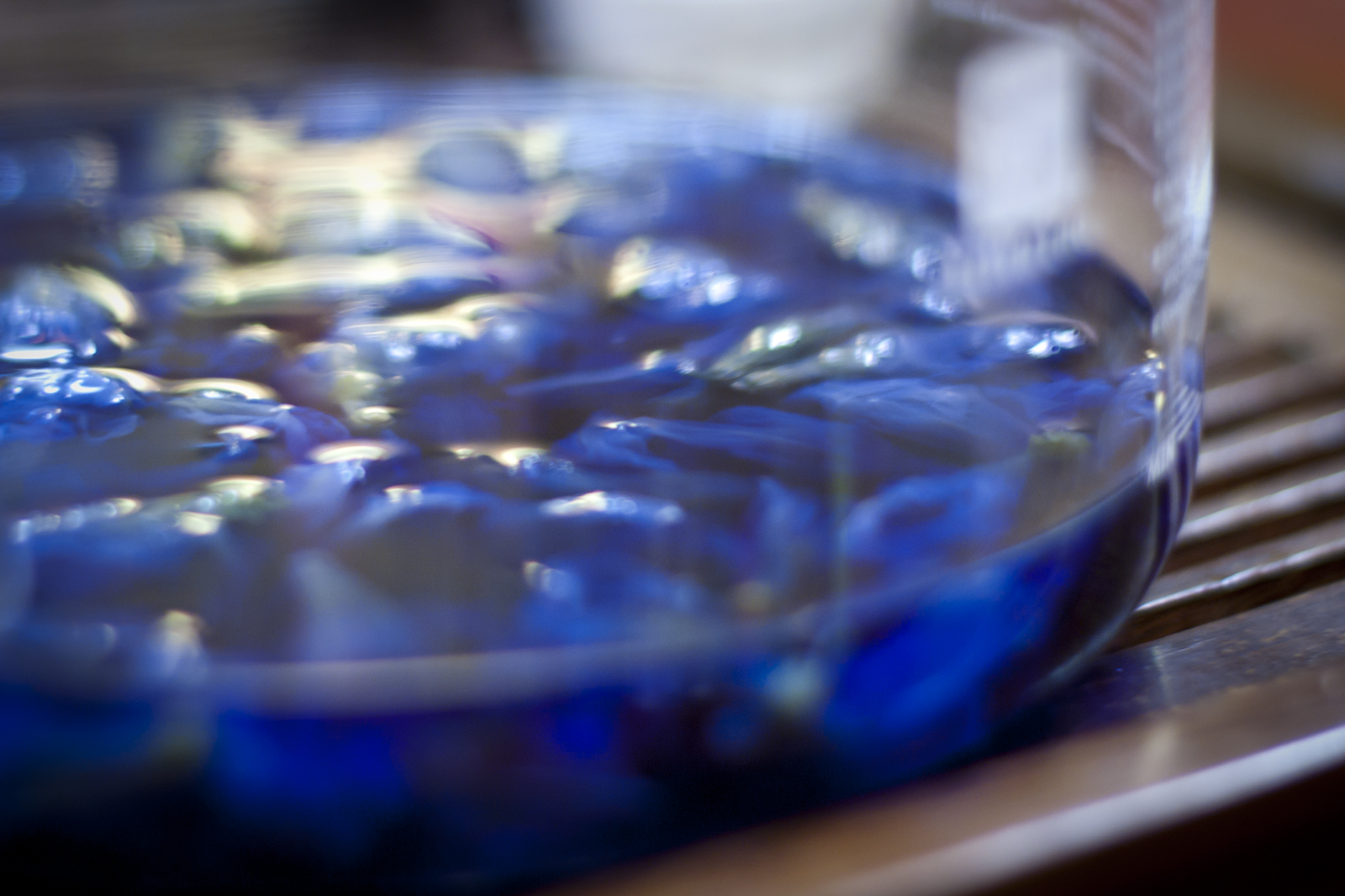
蝶豆花茶

蝶豆花茶是一種不含咖啡因的青草茶，由蝶豆花泡製而成。
蝶豆（学名：Clitoria ternatea）是豆科植物，常見於東南亞。其花瓣顏色鮮豔，呈深藍色，當地人用於烹飪、泡製草本茶。花瓣浸泡在溫熱的水中時會釋出深藍色素，故蝶豆花亦作為染料或食用色素。

## 飲用

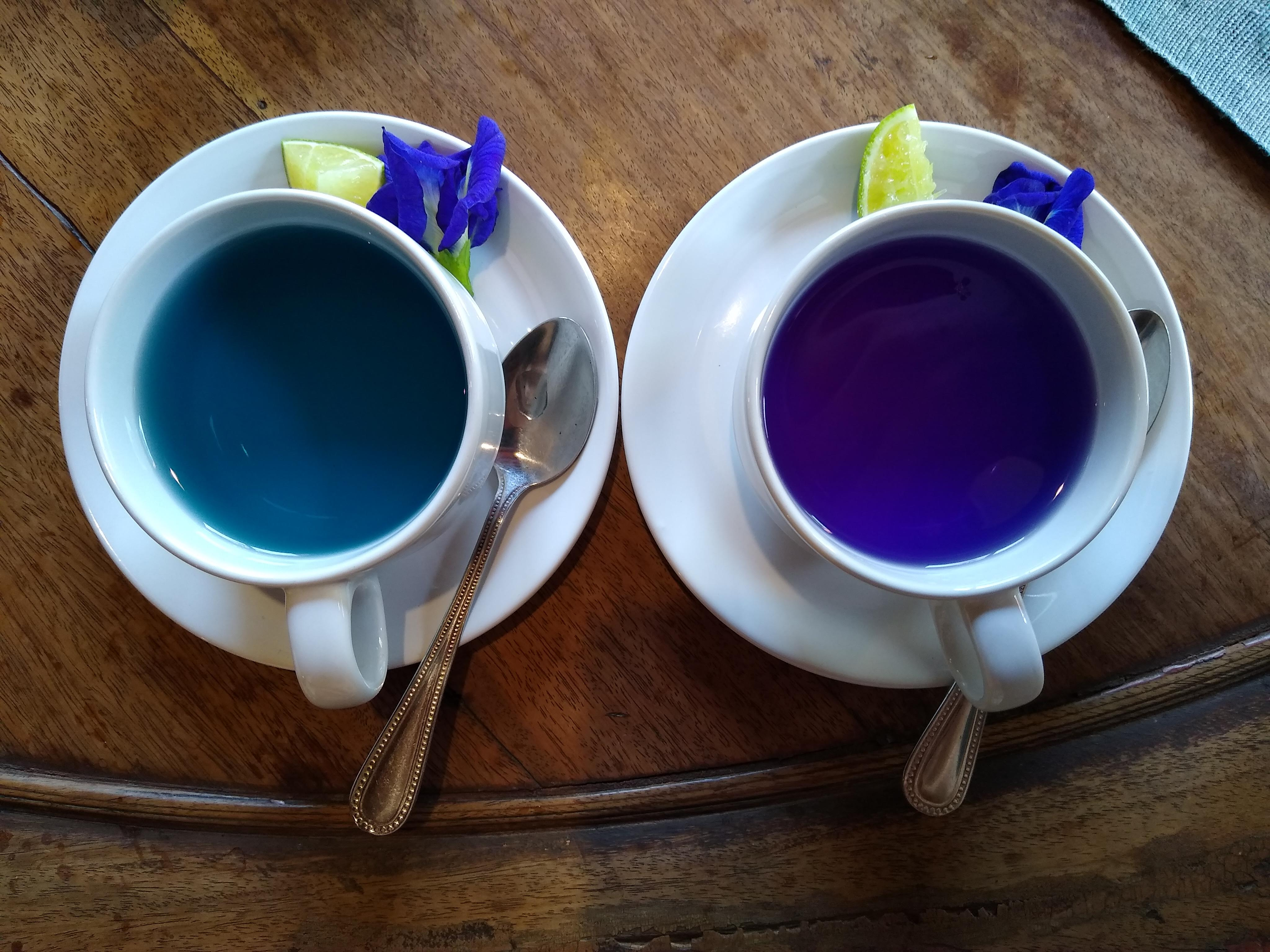
两杯蝶豆花茶。左边蓝色的没有加青柠汁，右边紫色的加了青柠汁。

在泰國、越南，蝶豆花茶通常是晚餐後加入蜂蜜、檸檬一起飲用，或在酒店、SPA館提供。泰文中nam dok anchan就是蝶豆花茶的一種，可冷飲、熱飲，多與蜂蜜、薄荷、肉桂、生薑、百香果等一起飲用，是當地的經典飲品。
蝶豆花茶原僅見於東南亞，近年來隨著旅遊節目和美食部落客的推廣，已經可以在其他地方見到。在美國，蝶豆花茶主要由專門線上零售商販售，不易見於超市。全食超市正在洽談引入蝶豆花茶販售。
蝶豆花茶和其他含有蝶豆花成分的飲料，在pH值改變時會改變顏色，加入檸檬汁（酸性）會變成紫色，且加入量愈多，紫色愈深。若加入洛神花則會變成鮮紅色。
蝶豆花茶的顏色會依據添加物質的pH值改變，如加入檸檬汁會讓深藍色變成紫色。     